# Onze-Lieve-Vrouw Visitatiekerk (Westdorpe)

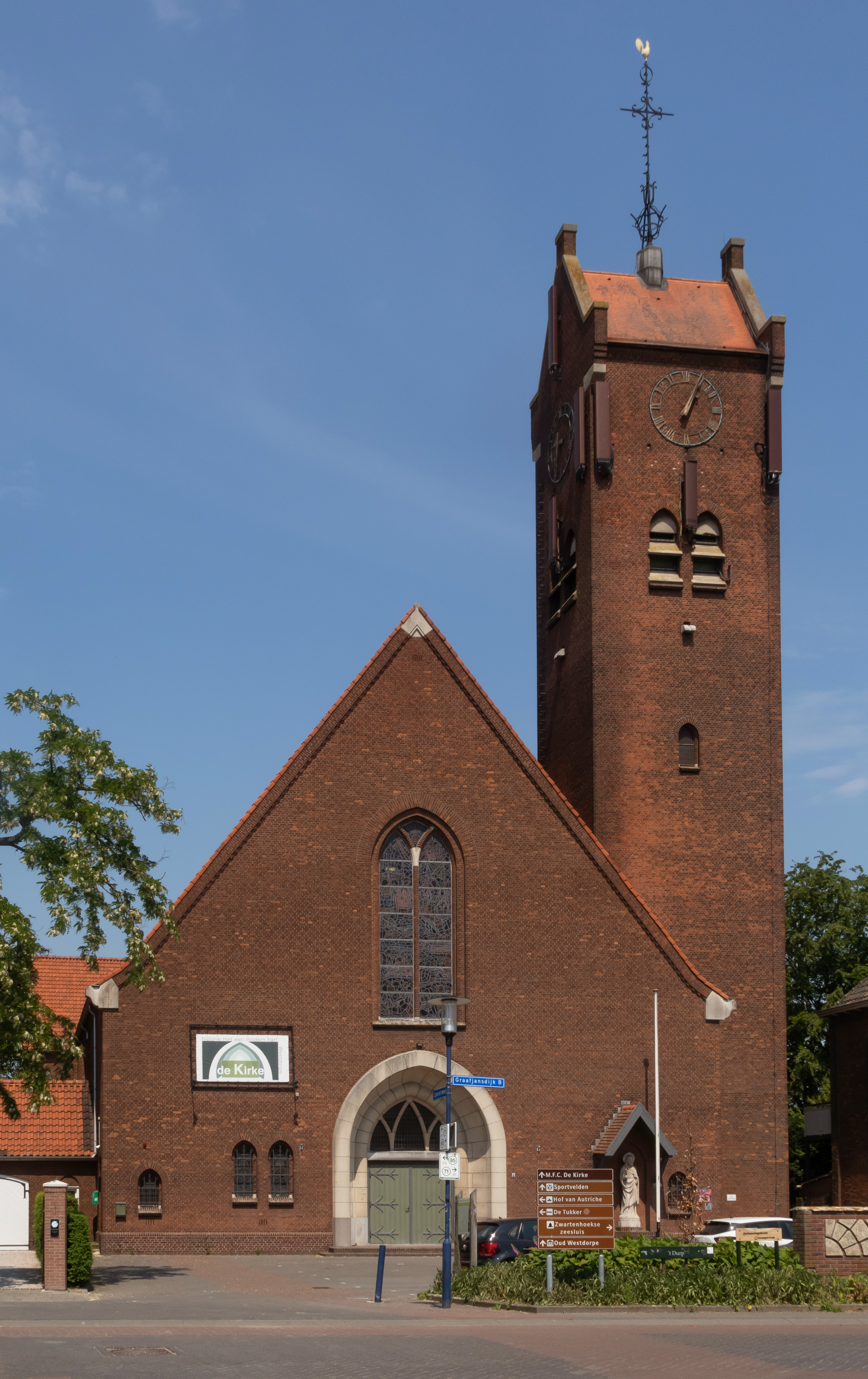
Onze-Lieve-Vrouw Visitatiekerk

De Onze-Lieve-Vrouw Visitatiekerk is een voormalige parochiekerk in de tot de Zeeuwse gemeente Terneuzen behorende plaats Westdorpe, gelegen aan de Graaf Jansdijk A 189.

## Geschiedenis
Van een Onze-Lieve-Vrouw Visitatiekerk is sprake vanaf 1796. In 1841 werd deze kerk vernieuwd en in 1890 werd hij gesloopt om vervangen te worden door een nieuw kerkgebouw.
Deze kerk werd ontworpen door Piet van Genk. Het betrof een neogotisch kerkgebouw met voorgebouwde, spits, toren. In 1940 werd deze door zich terugtrekkende Belgische troepen verwoest.
In 1947 werd een nieuwe kerk in gebruik genomen. Deze bakstenen kerk in traditionalistische trant heeft een naastgebouwde toren welke gedekt wordt door een zadeldak. Ook is er een dakruiter boven het koor, dat verbreed is tot een klein transept. De kerk werd ontworpen door B.P.J. en A.W. Oomen.
Einde 2012 werd de kerk onttrokken aan de eredienst en er werd een buurtcentrum en het Museum Oud Westdorpe in gevestigd.